# Antałowski Potok
Antałowski Potok – potok, dopływ Czarnego Dunajca. Ma źródła na wysokości około 945 m n.p.m. w Nędzowskich Borach, na zachodnich stokach Nędzowskiego Działu (zaraz na północny wschód od osiedla Nędzówka). Spływa Rowem Kościeliskim w północno-zachodnim kierunku, równolegle do Kirowej Wody, ale na północ od niej. Największym dopływem jest Staników Potok. Uchodzi do Czarnego Dunajca na osiedlu Roztoki na wysokości około 870 m n.p.m., w miejscu o współrzędnych 49°17′43″N 19°51′10″E/49,295278 19,852778.
Powierzchnia zlewni (łącznie ze zlewnią Stanikowego Potoku) wynosi 4,269 km².
Nazwa potoku pochodzi od należącego do Kościeliska przysiółka Antałówka, przez które przepływa potok.